# Douglas Reith
Douglas Reith ist ein britischer Schauspieler.

## Leben
Reith absolvierte seine Ausbildung an der Webber Douglas Academy of Dramatic Art in London.
Seit 1978 trat er in zahlreichen Film- und Fernsehproduktionen auf. Größere Bekanntheit erlangte er ab dem Jahr 2012 mit der Fernsehserie Downton Abbey, in der er die Rolle des Lord Merton übernahm. Die gleiche Rolle spielte Reith auch in den Kinofilmen Downton Abbey (2019) und Downton Abbey II: Eine neue Ära (2022). In einer Episode der Netflix-Serie The Crown war Reith 2020 als Admiral Henry Leach zu sehen.

## Filmografie (Auswahl)
- 1978: Angels (Fernsehserie, 1 Episode)
- 1978: Alles Glück dieser Erde (International Velvet)
- 1979: Rumpole von Old Bailey (Fernsehserie, 1 Episode)
- 1980: Der Aufpasser (Minder, Fernsehserie, 1 Episode)
- 1982: Grandad (Fernsehserie, 1 Episode)
- 1982: Rentaghost (Fernsehserie, 1 Episode)
- 1983: The Nation’s Health (Fernsehserie, 1 Episode)
- 1983: An Englishman Abroad (Fernsehfilm)
- 1984: Amy (Fernsehfilm)
- 1984: Cold Warrior (Fernsehserie, 1 Episode)
- 1985: Juliet Bravo (Fernsehserie, 1 Episode)
- 1996: The Prince and the Pauper (Miniserie, 6 Episoden)
- 1998: Bloodlines: Legacy of a Lord (Fernsehfilm)
- 1999: Die Profis – Die nächste Generation (CI5: The New Professionals, Fernsehserie, 1 Episode)
- 2002: Get Carman: The Trials of George Carman QC (Fernsehfilm)
- 2005: Rose and Maloney (Fernsehserie, 1 Episode)
- 2005: Elizabeth I (Miniserie, 2 Episoden)
- 2005: The Queen’s Sister (Fernsehfilm)
- 2005: Mit offenen Karten (Agatha Christie’s Poirot; Fernsehserie, Episode: Cards on the Table)
- 2006: Die Queen (The Queen)
- 2006: Rom und seine großen Herrscher (Ancient Rome: The Rise and Fall of an Empire, Miniserie, 1 Episode)
- 2008: The Bill (Fernsehserie, 1 Episode)
- 2009: Enid (Fernsehfilm)
- 2011: W.E.
- 2012–2015: Downton Abbey (Fernsehserie, 16 Episoden)
- 2012: Tezz
- 2013: Rush – Alles für den Sieg (Rush)
- 2015: Serial Teachers 2
- 2016: Agatha Raisin (Fernsehserie, 1 Episode)
- 2016: Sense8 (Fernsehserie, 1 Episode)
- 2017: Fearless (Miniserie, 1 Episode)
- 2017: Eleanor & Colette (55 Steps)
- 2017: Outlander (Fernsehserie, 1 Episode)
- 2019: Dumbo
- 2019: Pandora (Fernsehserie, 1 Episode)
- 2019: Downton Abbey
- 2020: The Crown (Fernsehserie, 1 Episode)
- 2020: The War Below
- 2021: S.A.S. Red Notice (SAS: Red Notice)
- 2022: Downton Abbey II: Eine neue Ära (Downton Abbey: A New Era)

## Theatrografie (Auswahl)
- Whose Life Is It Anyway? (No 1 Tour)
- My Fat Friend (Churchill Theatre Bromley)
- Winslow Boy (Little Theatre Sheringham)
- Night Must Fall (Little Theatre Sheringham)